# Take That
I Take That sono una boy band britannica formatasi nel 1990 a Manchester composta da tre componenti: Gary Barlow, Howard Donald, Mark Owen. La formazione originale comprendeva anche Jason Orange e Robbie Williams. Sono una delle boy band di maggior successo della storia della musica avendo riscosso un ampio successo commerciale nei primi anni novanta pubblicando gli album Take That & Party, Everything Changes e Nobody Else con singoli di successo entrati in classifica come Pray, Relight My Fire, Everything Changes e Babe.
Dopo l'uscita dal gruppo di Robbie Williams, uno dei componenti, il complesso si è sciolto nel 1996 per poi riformarsi nel 2005 senza Robbie Williams, pubblicando nel 2006 un nuovo album di inediti, Beautiful World, seguito nel 2008 da The Circus, con i quali sono tornati al successo grazie a brani come Patience e Shine. Nel 2010 con il ritorno di Robbie Williams la formazione del gruppo è tornata al completo e ha pubblicato il disco Progress. 
Nel mese di ottobre 2011 Robbie Williams ha abbandonato per la seconda volta la band per riprendere la carriera da solista.
Nel mese di settembre 2014 Jason Orange ha annunciato la sua uscita dal gruppo.

## Storia del gruppo

### Gli esordi:Take That & Party
Il gruppo è stato creato nel 1990 grazie al manager e produttore discografico Nigel Martin Smith che, prendendo spunto dal successo degli americani New Kids on the Block, ebbe l'idea di creare un gruppo vocale composto esclusivamente da elementi maschili. I Take That sono nati dall'unione di Gary Barlow, Mark Owen, Robbie Williams, Howard Donald e Jason Orange.
Dopo un tour in numerosi locali notturni, nel 1991 hanno ufficialmente debuttato con l'etichetta indipendente Dance U.K. pubblicando il singolo Do What U Like, senza ottenere successo. Nello stesso anno hanno comunque firmato un contratto con la RCA per la quale nel mese di novembre hanno pubblicato Promises, il loro secondo singolo, con cui hanno riscosso un tiepido successo raggiungendo la posizione numero 38 della classifica britannica, seguito poi da Once You've Tasted Love, altro successo minore.
Il gruppo si è fatto conoscere dal pubblico con il singolo It Only Takes a Minute che ha raggiunto la settima posizione della classifica britannica, pubblicato nell'agosto 1992 in contemporanea con il loro primo disco Take That & Party.  L'album ha ottenuto un ottimo successo di vendita, debuttando al quinto posto in Regno Unito ma riscuotendo un successo costante, tornando ai primi posti in classifica nel gennaio 1993 e raggiungendo la seconda posizione, grazie al discreto successo dei successivi singoli I Found Heaven, A Million Love Song e in particolar modo di Could It Be Magic, cover del noto brano di Barry Manilow riproposto però nella versione di Donna Summer. Il brano ha ottenuto la terza posizione in Regno Unito e ha permesso al gruppo di farsi conoscere anche nel resto d'Europa. Quest'ultimo singolo ha inoltre ottenuto un Brit Award come "Best British single".

### 1993: il successo diEverything Changes
Spinto dai buoni riscontri di Could It Be Magic, ultimo singolo estratto dal loro disco di debutto, il gruppo è tornato sulle scene musicali con Everything Changes, il suo secondo disco, già nell'ottobre 1993. In realtà il complesso ha cavalcato l'onda del successo facendo uscire, già nel mese di febbraio, il singolo Why Can't I Wake Up with You, che ha bissato il successo del precedente piazzandosi al secondo posto in Regno Unito. Nell'estate dello stesso anno è stato pubblicato il brano Pray che ha consacrato il successo del gruppo raggiungendo la vetta nella classifica britannica e ottenendo un notevole riscontro anche in Europa. Il disco è stato accompagnato dal terzo singolo Relight My Fire, cover di un brano di Dan Hartman e nuovo successo europeo e la seconda numero uno consecutiva nel Regno Unito inciso in collaborazione con la cantante Lulu. Contemporaneamente anche l'album ottiene grossi risultati di vendita facendo raggiungere al gruppo un'altra volta la vetta della classifica britannica e decretando il successo nei paesi dell'Europa continentale.
La promozione dell'album è proseguita anche nel 1994 con la pubblicazione di altri tre singoli: la ballata Babe, brano che si differenzia dalla canonica produzione musicale del gruppo prettamente di genere dance pop e teen pop, la title track Everything Changes e Love Ain't Here Anymore. Gli ultimi tre singoli tratti dall'album hanno mantenuto il tenore di vendite dei precedenti; in particolare i primi due hanno raggiunto la prima posizione nella classifica del Regno Unito mentre il terzo ha ottenuto la terza posizione.
Il grande successo del gruppo è testimoniato, oltre che dai lusinghieri dati di vendite dei prodotti discografici del complesso, anche dal nutrito merchandising legato al marchio "Take That", comprendente oggetti come tatuaggi, sticker, articoli di bigiotteria e magliette, destinato prevalentemente al pubblico di teenager che seguiva il gruppo e i cinque ragazzi che lo componevano, divenuti delle icone soprattutto per le ragazze.
I numerosi consensi sono anche sfociati nella vittoria di altri due Brit Award per il brano Pray, giudicato "Best British single", e per il relativo video, considerato "Best British video". Il gruppo ha eseguito un tour europeo nel 1994.

### Nobody Elsee l'abbandono da parte di Robbie Williams

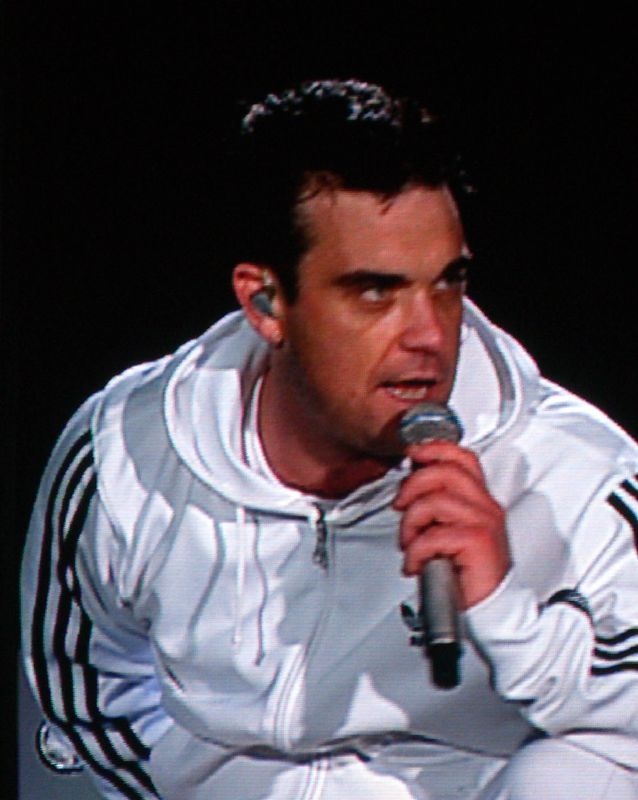
Robbie Williams, uno dei componenti del gruppo

Il notevole successo di Everything Changes ha imposto al gruppo la produzione e la realizzazione di un terzo disco di inediti già nel 1995, disco i cui testi sono stati scritti, come i precedenti lavori, da Gary Barlow.
Il primo singolo tratto da questo nuovo lavoro è stato Sure, pubblicato nell'ottobre 1994. L'uscita dell'album è stata invece accompagnata da Back for Good, vero e proprio successo europeo della primavera 1995. Lo stesso album, pubblicato nel maggio successivo, ottenne un successo ancora maggiore rispetto al precedente, piazzandosi in vetta alle classifiche di Svizzera, Austria, Paesi Bassi, Belgio, Italia e Regno Unito.
La promozione di questo terzo, fortunato disco, si è interrotta nel luglio 1995 in seguito alla pubblicazione di Never Forget, il terzo singolo, che divenne un altro importante successo commerciale. Proprio durante la promozione di questo singolo, avvenuta durante un tour europeo nel quale presentavano i brani dei loro album, Robbie Williams ha annunciato l'intenzione di voler abbandonare il gruppo per intraprendere una carriera musicale in qualità di solista. La notizia creò una grossa eco mediatica suscitando un autentico clamore, ma non portò all'automatico scioglimento del gruppo; i quattro componenti rimasti dichiararono infatti di voler proseguire con il progetto Take That. Nonostante questa intenzione, dal disco non furono tratti altri singoli. Tutti e tre i brani tratti da Nobody Else ottennero la vetta della classifica britannica.

### Lo scioglimento e il debutto come solisti
Nonostante la dichiarata intenzione di proseguire con il progetto, lo scioglimento del gruppo è stato ufficializzato il 13 febbraio 1996 motivandolo con l'intenzione da parte dei singoli componenti di intraprendere carriere come solisti. La separazione del complesso è avvenuta alla vigilia della pubblicazione di un nuovo singolo, una cover di How Deep Is Your Love dei Bee Gees, tratto dalla prima raccolta di successi del gruppo, intitolata semplicemente Greatest Hits e uscita nel marzo successivo. Con questa versione di How Deep Is Your Love hanno vinto per la terza volta il Brit Award come "Best British single", nel 1996.
Nonostante le due pubblicazioni fossero uscite in seguito alla scissione del gruppo, ottennero un ampio successo commerciale, riuscendo per l'ennesima volta a portare il gruppo in vetta alle classifiche britanniche degli album e dei singoli e scalando le classifiche europee.
La seconda metà degli anni novanta ha segnato il debutto in qualità di solisti di tre dei cinque componenti del gruppo. Il primo a debuttare è stato Mark Owen, che già nel 1996 ha pubblicato il suo primo album Green Man, che ha debuttato appena alla posizione numero 33 in Regno Unito nonostante il buon successo dei primi due singoli, Child e Clementine, entrambi al terzo posto della classifica britannica dei singoli. Successivamente ha pubblicato altri due album, In Your Own Time (2003) e How the Mighty Fall (2005), entrambi di modesto successo commerciale.
Nel 1997 ha invece debuttato Gary Barlow, autore di gran parte delle canzoni dei Take That, arrivando in vetta alla classifica britannica con l'album Open Road, sostenuto dalle vendite dei primi due singoli Forever Love e Love Won't Wait, che hanno raggiunto la massima posizione in Regno Unito. La sua carriera come solista si è tuttavia arenata nel 1999, in seguito ai modesti risultati di vendita del suo secondo disco Twelve Month, Eleven Days. Allo stesso anno risale anche il disco di debutto di Robbie Williams, il primo dei cinque ad aver abbandonato la formazione per crearsi una carriera da solista. Il primo album Life thru a Lens ha raggiunto la vetta della classifica britannica, successo replicato anche dai successivi album e consacrato, anche a livello internazionale, da brani come Angels e Feel.

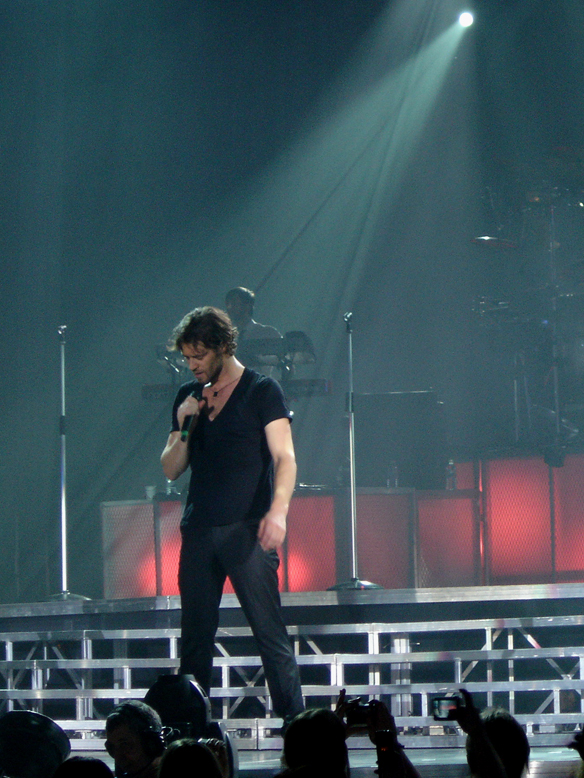
Howard Donald nel 2007

Howard Donald e Jason Orange, gli altri due componenti, hanno invece svolto rispettivamente l'attività di disc jockey e di attore.
Nel frattempo il marchio Take That è stato utilizzato per la pubblicazione di alcune raccolte non ufficiali: The Best of Take That (2001), una riedizione della raccolta ufficiale con differente titolo e copertina ma con la medesima lista tracce, e Forever... Greatest Hits (2002). Tutte le raccolte sono state pubblicate dalla BMG, collegata alla RCA, che ha pubblicato tutti i primi lavori del gruppo.

### La reunion:Never Forget - The Ultimate CollectioneBeautiful World
Nel novembre 2005 il gruppo, riformatosi senza Robbie Williams, è tornato sulle scene musicali con Never Forget - The Ultimate Collection, una nuova raccolta contenente anche numerosi brani registrati negli anni novanta e rimasti inediti. Da questo album non è stato tratto nessun singolo, ma ha comunque ottenuto un rilevante riscontro commerciale raggiungendo la seconda posizione della classifica britannica. Unica promozione per questa raccolta, pubblicata dalla BMG, è stato un tour europeo conclusosi nella primavera 2006.
Il successo della nuova raccolta ha spinto il gruppo a tornare in studio per registrare Beautiful World, il quarto album di inediti, il primo dopo undici anni. Il genere del nuovo disco si è mantenuto piuttosto fedele rispetto alle proposte della produzione degli anni novanta, risultando comunque un pop più maturo e aggiornato e al passo con le produzioni contemporanee.
Anticipato dal singolo Patience, che ha riportato il gruppo in vetta alla classifica dei singoli britannica e ha scalato quelle dei paesi europei, il disco, pubblicato dall'etichetta discografica Polydor, si è rivelato un notevole successo commerciale riportando il gruppo al primo posto della classifica britannica. Contemporaneamente al loro nuovo album di inediti è stata pubblicata un'altra raccolta non ufficiale, The Platinum Collection, da parte della BMG.
Dall'album sono stati tratti anche i singoli Shine, ennesima numero uno del gruppo in Regno Unito, I'd Wait for Life, Reach Out e Rule the World, quest'ultima sfruttata anche come colonna sonora del film Stardust del 2007. È stata realizzata anche una tournée europea, recante il nome del disco.
Questo periodo ha riportato i Take That anche alla vittoria di numerosi premi, come il Brit Award 2007 come "Best British single" per Patience. Nell'edizione 2008 sono stati a loro assegnati i premi come "Best British Live Act" e "Best British Single" per Shine.

### The Circuse il primo disco dal vivo

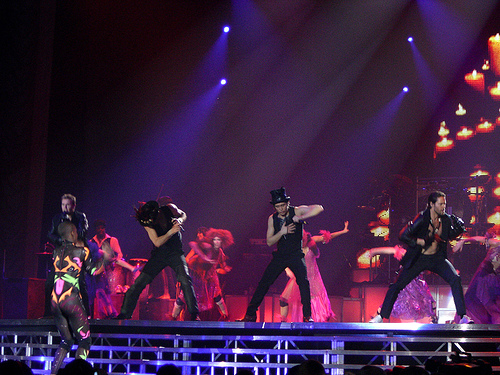
Il gruppo durante un'esibizione del novembre 2007

Dato il grande successo di Beautiful World, il loro album di ritorno, nel dicembre 2008 è stato pubblicato The Circus, un nuovo disco di inediti, il secondo con la formazione a quattro elementi.
Il singolo principale tratto da questo disco, pubblicato sempre dalla Polydor, è Greatest Day, che pur ottenendo la prima posizione della classifica britannica, non ha ottenuto buoni risultati negli altri paesi europei. La fredda accoglienza riservata al singolo ha portato il disco a non far registrare grossi dati di vendite negli Stati dell'Europa continentale, mentre in Regno Unito il successo del gruppo è rimasto immutato portando il disco in vetta alla classifica. Moderato successo è stato ottenuto anche dai successivi singoli, Up All Night, The Garden e Said It All. In particolar modo The Garden ha ottenuto un risultato disastroso anche in Regno Unito, entrando appena tra i cento singoli più venduti, mentre gli altri due brani hanno raggiunto rispettivamente le posizioni 14 e 9, relativamente basse rispetto agli standard di vendita del gruppo nel loro paese natale.
Nel corso del 2009 il gruppo si è esibito in numerose date nel Take That Present: The Circus Live, serie di concerti dal vivo sfociati, nell'autunno successivo, nel primo album dal vivo del gruppo, The Greatest Day - Take That Present: The Circus Live, entrato in classifica solo in Regno Unito alla terza posizione.

### Il ritorno di Robbie Williams:Progress
Il 15 luglio 2010, esattamente quindici anni dopo l'uscita dal gruppo di Robbie Williams, l'entourage del gruppo ha annunciato il ritorno del noto cantante nella formazione, che torna così ai cinque elementi originari.
L'album che ha segnato il ritorno di Williams con i Take That è Progress, pubblicato nel novembre 2010 e anticipato dal brano The Flood. La canzone ha scalato le classifiche europee e ha spinto le vendite del disco, risultato più fortunato del precedente ed entrato tra le prime posizioni delle classifiche di numerosi Paesi, conquistando la vetta in Danimarca, Grecia, e Regno Unito, dove l'album ha venduto 235 000 copie nel giorno di uscita. In seguito verrà pubblicato anche il brano Kidz.
L'album viene supportato da Progress Live 2011, un tour mondiale durante cui i Take That si avvalgono dei Pet Shop Boys come special guest. La presenza di questi ultimi rende l'evento ancor più di rilievo, giacché il prestigioso giornale inglese The Guardian commento la partecipazione dei Pet Shop Boys con la frase "è come chiedere a Michelangelo di dipingere il soffitto della cucina"
Nella primavera 2011 hanno pubblicato il singolo Love Love, facente parte della colonna sonora del film X-Men - L'inizio, anticipando l'uscita della riedizione del disco Progress, contenente un secondo disco, intitolata Progressed, avvenuta il 10 giugno successivo.
Il 22 ottobre 2011 il quotidiano inglese The Daily Telegraph annuncia la nuova separazione di Robbie Williams dai Take That per incidere nel 2012 Take The Crown, un nuovo album da solista.

### L'abbandono di Jason Orange eIII

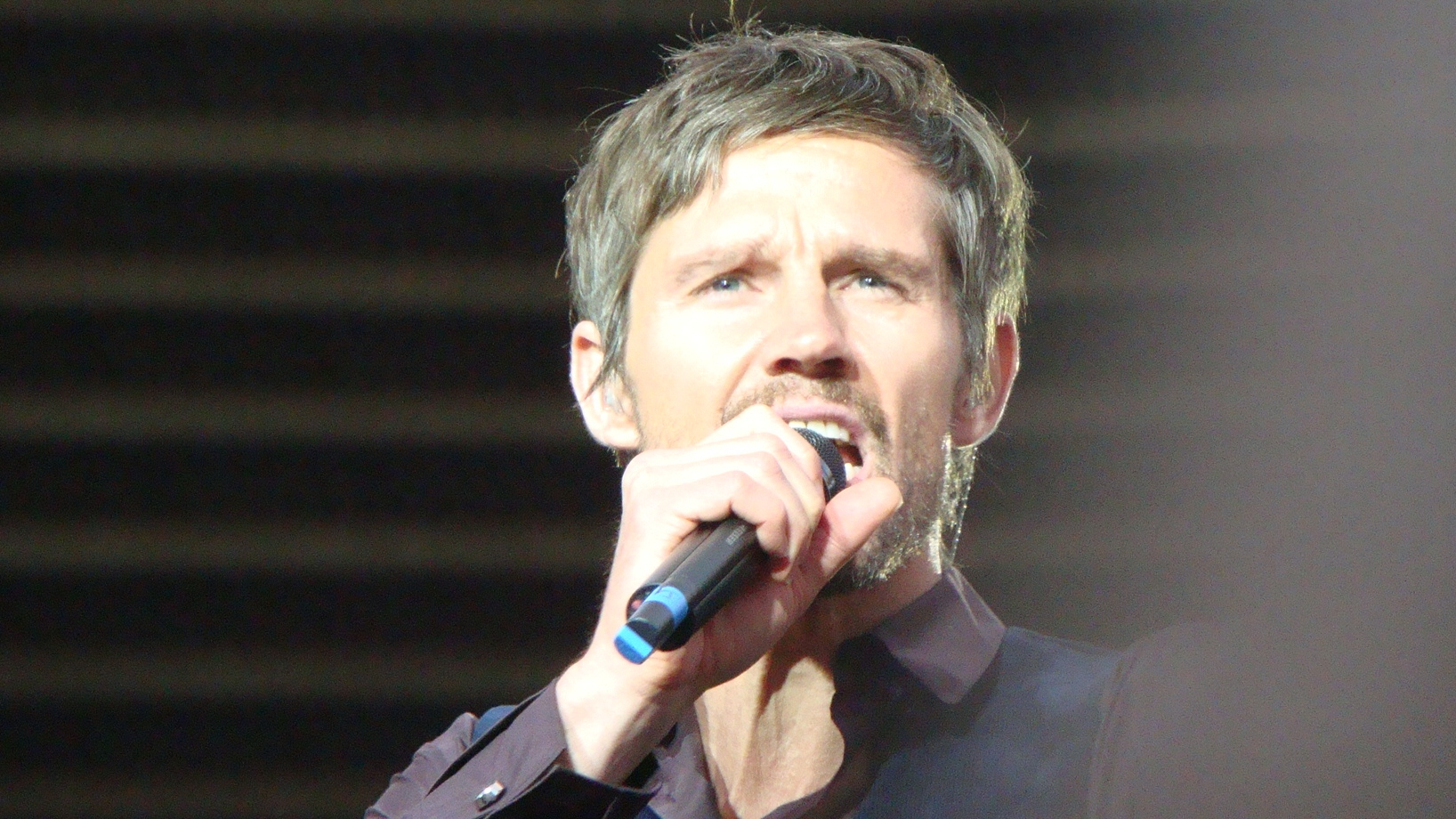
Jason Orange ha lasciato la band nel 2014

Il 25 settembre 2014 Jason Orange ha annunciato di aver deciso di abbandonare il gruppo, decisione maturata alla fine del The Progress Tour, come da lui indicato nella lettera di saluto pubblicata sul sito ufficiale della band. Il resto del gruppo ha definito la cosa "una perdita enorme". Il 23 novembre 2014 è stato pubblicato il loro settimo album III, anticipato dal singolo These Days.

## Formazione
- Gary Barlow (voce) (1990-1996, 2005-oggi)
- Mark Owen (voce) (1990-1996, 2005-oggi)
- Howard Donald (voce) (1990-1996, 2005-oggi)

### Ex componenti
- Jason Orange (voce) (1990-1996, 2005-2014)
- Robbie Williams (voce) (1990-1995, 2010-2011)

## Discografia

### Album in studio
- 1992 – Take That & Party
- 1993 – Everything Changes
- 1995 – Nobody Else
- 2006 – Beautiful World
- 2008 – The Circus
- 2010 – Progress
- 2011 – Progressed (EP)
- 2014 – III
- 2017 – Wonderland
- 2023 – This Life

### Album dal vivo
- 2009 – The Greatest Day - Take That Present: The Circus Live
- 2011 – Progress Live

### Raccolte
- 1996 – Greatest Hits
- 2001 – The Best of Take That
- 2002 – Forever... Greatest Hits
- 2005 – Never Forget - The Ultimate Collection
- 2006 – The Platinum Collection
- 2018 – Odyssey

### Singoli
- 1991 – Do What U Like
- 1991 – Promises
- 1991 – Once You've Tasted Love
- 1992 – It Only Takes a Minute
- 1992 – I Found Heaven
- 1992 – A Million Love Songs
- 1992 – Could It Be Magic
- 1993 – Why Can't I Wake Up with You
- 1993 – Pray
- 1993 – Relight My Fire (feat. Lulu)
- 1993 – Babe
- 1994 – Everything Changes
- 1994 – Love Ain't Here Anymore
- 1994 – Sure
- 1995 – Back for Good
- 1995 – Never Forget
- 1996 – How Deep Is Your Love
- 2006 – Patience
- 2007 – Shine
- 2007 – I'd Wait for Life
- 2007 – Reach Out
- 2007 – Rule the World
- 2008 – Greatest Day
- 2009 – Up All Night
- 2009 – The Garden
- 2009 – Said It All
- 2010 – The Flood
- 2011 – Kidz
- 2011 – Happy Now
- 2011 – Love Love
- 2011 – When We Were Young
- 2011 – Eight Letters
- 2014 – These Days
- 2015 – Get Ready for It
- 2015 – Let in the Sun
- 2015 – Higher than Higher
- 2015 – Hey Boy
- 2017 – Giants
- 2017 – New Day
- 2018 – Pray
- 2018 – Out of Our Heads
- 2023 – Windows
- 2023 – This Life

### Videografia
- 1992 - Take That and Party (VHS)
- 1993 - Take That the Party - Live in Wembley (VHS)
- 1994 - Everything Changes (VHS)
- 1995 - Take That Berlin (VHS)
- 1995 - Take That Hometown - Live at Manchester G-Mex (VHS)
- 1995 - Take That Nobody Else - The Movie (VHS)
- 1996 - Greatest Hits - The Video Collection (VHS)
- 2005 - Never Forget - The Ultimate Collection (riedizione di Greatest Hits con l'aggiunta di alcuni contenuti extra non presenti nella precedente versione) (DVD)
- 2006 - Take That For The Record (DVD)
- 2006 - Take That: The Ultimate Tour (DVD)
- 2008 - Beautiful World Live (DVD)
- 2009 - Take That present The Circus Live (DVD doppio: show al Wembley Stadium + special session di alcuni brani c/o i famosissimi studios di Abbey Road)
- 2010 - Take That: Look Back, Don't Stare (DVD)
- 2011 - Progress Live (DVD)[51]

## Tour
- 1992/93 – Party Tour
- 1994 – Everything Changes Tour
- 1994 – Pops Tour
- 1995 – Nobody Else Tour
- 2006 – Ultimate Tour 2006
- 2007 – Beautiful World Tour 2007
- 2009 – Take That Present: The Circus Live
- 2011 – Progress Live 2011
- 2015 – Take That Live 2015
- 2017 – Wonderland Live 2017